# Casearia thwaitesii
Casearia thwaitesii är en videväxtart som beskrevs av John Isaac Briquet. Casearia thwaitesii ingår i släktet Casearia och familjen videväxter. Inga underarter finns listade i Catalogue of Life.